# Wybory pośrednie

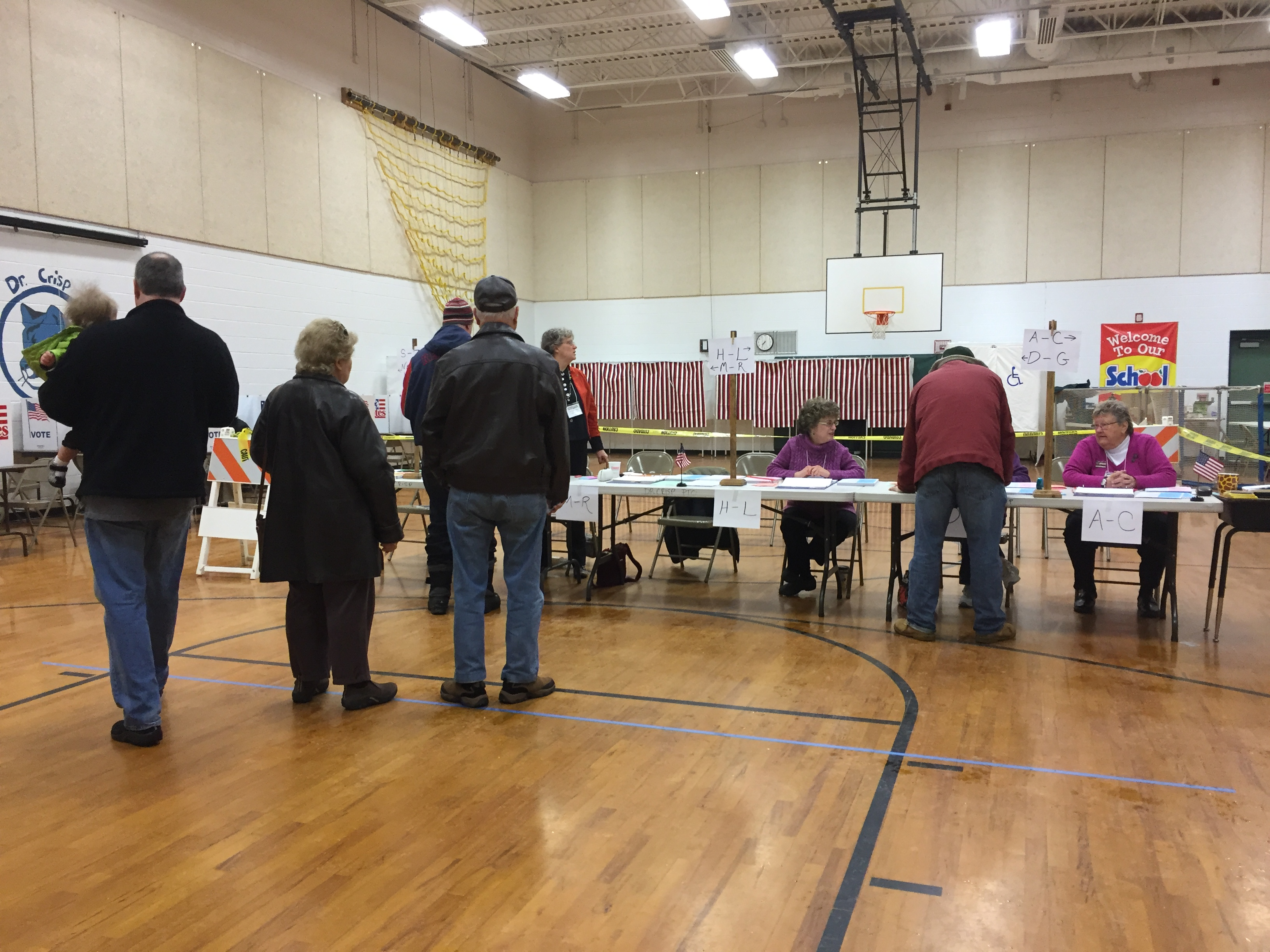
Wybory pośrednie (wybory prezydenckie w Stanach Zjednoczonych)

Wybory pośrednie – wybory polegające na wyborze elektorów, którzy wybierają przedstawicieli. Wybory pośrednie są dwu-lub wielostopniowe i są przeciwieństwem bezpośredniości wyborów.